# 헤이안 시대

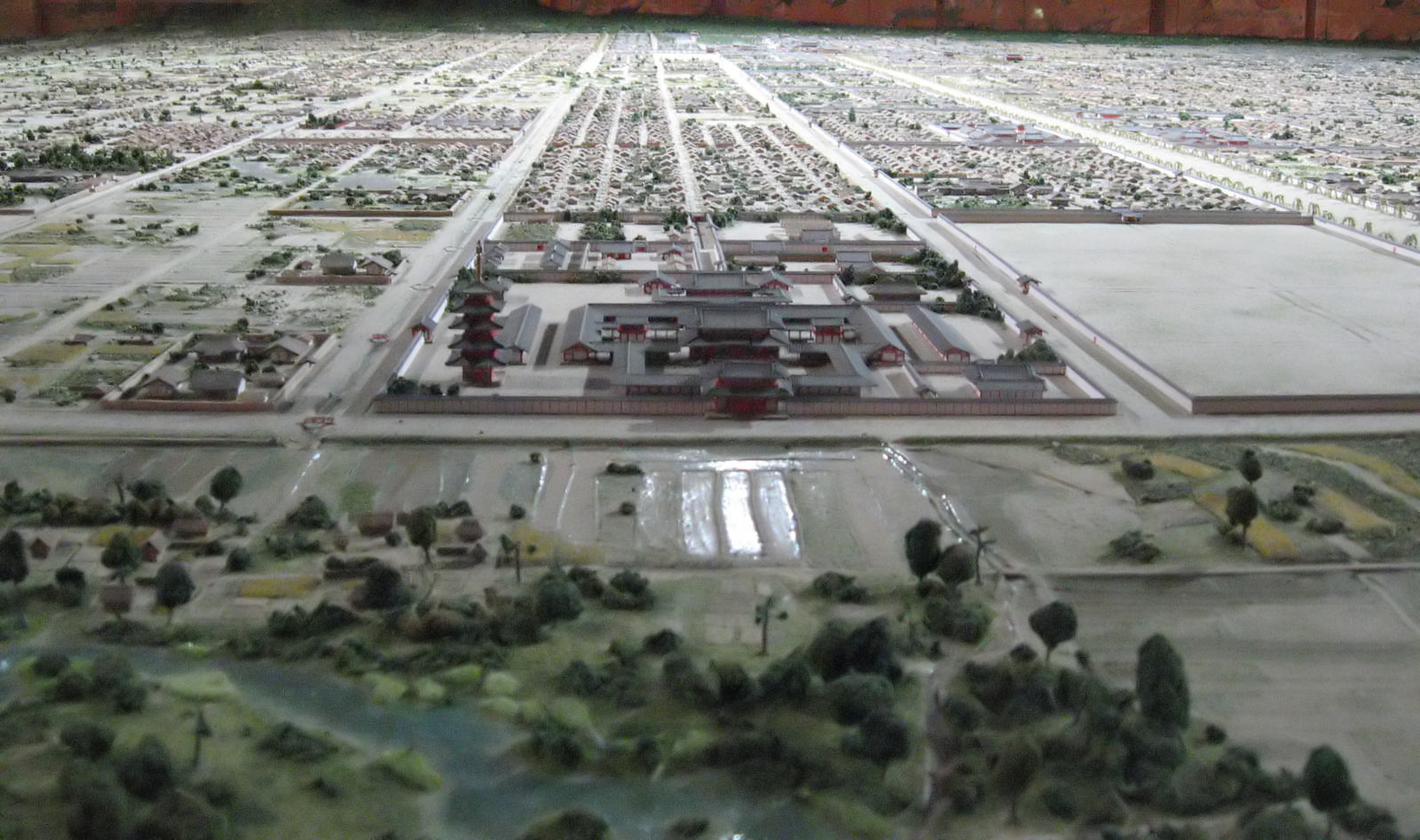

헤이안 시대(일본어: 平安時代 헤이안지다이[*], 794년~1185년)는 794년 간무 천황의 헤이안쿄(平安京) 천도부터 가마쿠라 막부 설립까지 약 390년간을 지칭하는 일본 역사 시대 구분 가운데 하나다. 교토에 세운 헤이안쿄가 가마쿠라 막부 설립까지 정치 중심이었기 때문에 헤이안 시대라고 한다.
나라 시대에 율령정치를 시작해서 헤이안 초기에는 천황 통치가 이루어졌지만, 시간이 지나면서 귀족, 승려 세력이 커지면서 후지와라씨(藤原氏) 정권 부패가 횡행했다. 정치에 불만을 품은 하급 귀족의 반란이 일어나고 도적이 설치는 시대가 되고 있었다. 이들을 제압하고자 커진 정치세력이 무사 계급이다. 귀족을 대신해 무사 정치가 시작되었고, 이런 상황은 가마쿠라 막부부터 에도 막부시기까지 700년 동안 이어졌다.

## 개요
헤이안 전기(前期)는 전 시대(나라 시대)부터 중앙집권적인 율령정치를 기본적으로는 계승하면서도 부분적인 수정을 하였다. 하지만, 율령제와 현실 괴리가 커지면서 9세기말 ~ 10세기초에 정부는 세입을 확보하기 위해 율령제 기본이었던 개인별 지배체제를 고쳐, 토지를 대상으로 과세하는 지배체제로 크게 방침을 전환하였다. 이 방침의 전환은 민간의 유력자에게 권한을 위임하고 이를 현지에 부임하는 필두 고쿠시(國司:수령(受領))가 총괄하게 하여 새로운 지배체제를 구축하는 것이었으며, 이를 왕조국가체제라고 한다. 왕조국가체제기는 보통 고대 말기에 해당하지만, 분권적 성격을 띠는 중세 시작이라고 보는 것도 가능하므로, 고대에서 중세로 과도기라고 생각하고 있다.(일본문학사 연구에서는 중고(中古)라는 표현도 쓴다.) 모노노케, 음양사를 비롯한 미신이 크게 성행하였다.
왕조국가 체제하에서는 국가에서 토지경영이나 백성을 지배하는 권한을 위임받은 유력한 백성(다토(田堵), 묘슈(名主)) 층의 성장이 나타나며, 그들의 통제하기 위한 이 권력위임과 병행하여, 국가에서 군사경찰권을 위임받은 군사귀족층과 무예전문 하급관리 층도 또한 무사로서 성장하였다. 국가권한의 위임과 이에 의한 중앙집권의 지나친 부담의 경감에 의해 중앙정계에서는 정치가 안정되고, 관직이 특정 가업을 담당하는 가계에 세습되는 현상이 진행되어 귀족의 최상위에서는 셋칸케(摂関家)가 확립되었고, 중류귀족에 고정된 계층은 중앙에서는 가업의 전문기능 에 따라 공무를 담당하는 기능관인으로서 행정 실무를, 지방에서는 수령이 되어 지방행정을 담당했다(헤이안 귀족). 이 시기는 셋칸케에 의한 셋칸 정치가 전개되었고, 특정 권문(権門)이 독점적으로 징세권을 얻는 장원(荘園)이 시대가 지남에 따라 단계적으로 증가하여 수령이 징세권을 담당하는 공령(公領)과 함께 세력이 둘로 나뉘었다.
11세기 후반부터는 태상천황(太上天皇)이 지텐노키미(治天の君)가 되어 정무를 돌보는 인세이(院政)가 시작되었다. 인세이의 시작이 중세의 시작이라고 보는 견해가 유력하다. 인세이 시기에는 장원의 일원영역적(一円領域的)인 집적과 고쿠가료(国衙領)의 징세 단위화가 진행되어, 장원공령제라고 불리는 체제로 이행하게 된다. 12세기 중반엔 귀족사회 내부의 분쟁을 무력으로 해결하려고 하게 되어, 이에 동원된 무사의 지위가 급속히 상승하였다. 이러는 중에 최초의 무가정권(武家政権)인 다이라씨 정권이 등장하지만, 이 시기의 사회적 모순을 혼자 도맡았기 때문에 얼마 안가 동시다발적으로 전국에 확대된 내란에 의해 붕괴되고 만다. 다이라씨 정권의 붕괴와 함께 중앙정부인 조정과는 별개로 내란을 수습하여 도호쿠의 지배권을 얻은 가마쿠라 막부가 등장하여 헤이안 시대는 막을 내렸다.

## 외교
대륙에서는 신라와 당나라가 서로 대립하면서 양국은 각각 일본을 자기 세력으로 끌어들이려고 일본에 국교를 요청하였으며, 일본은  견신라사(遣新羅使)와 견당사(遣唐使)를 파견하였다. 799년 일본은 신라사(新羅使)의 파견을 중단하였다. 당시 일본은 발해와는 계속 왕래해도 신라와는 외교관계를 단절하였다. 《삼국사기》에 의하면, 803년 7월에 일본과 교빙하여 우호를 맺고 다음 해 5월에 일본이 황금 300냥을 진상 했으며, 882년 4월에도 일본 국왕이 사신을 보내 황금 300냥과 명주 10개를 신라에게 헌상했다 한다. 발해는 812년 신라가 발해를 공격하자 신라를 적대시하는 반면 일본과 동맹을 추구했다. 헤이안 시대였던 일본은 836년 견신라사 파견을 중단하고 838년에는 견당사 파견을 중단하여 발해에만 견발해사를 파견하며 헤이안 시대는 발해 문화를 가장 크게 도입하였다.

## 연표
- 784년(엔랴쿠 3년) 간무 천황, 나가오카쿄(長岡京) 건설 개시
- 785년(엔랴쿠 4년) 나가오카쿄의 건설 책임자인 후지와라노 다네쓰구(藤原種継) 암살, 용의자로 지목받은 황태자 사와라(早良) 친왕(親王) 폐위
- 787년(엔랴쿠 6년) 나가오카쿄로 천도
- 788년(엔랴쿠 7년) 일본 천태종의 개조 사이초(最澄), 히에이 산 엔랴쿠사(延曆寺)를 창건
- 794년(엔랴쿠 14년) 나가오카쿄에서 헤이안쿄(平安京)로 천도
- 807년(다이도 2년) 이요(伊予) 친왕의 변(変)
- 810년(다이도 5년) 구스코(薬子)의 변
- 840년(조와承和 7년) 조와의 변
- 858년(덴난 2년) 후지와라노 요시후사(藤原良房), 신하로서 최초로 셋쇼(攝政)가 됨(셋칸 정치 시작)
- 866년(조간 8년) 오텐몬(応天門)의 변(고대부터 이어져온 명문 씨족 오토모大伴 집안의 몰락)
- 880년(간교 4년) 후지와라노 모토쓰네(藤原基経), 간파쿠 취임
- 887년(닌나 3년) 아형 사건(阿衡事件)
- 894년(간표 6년) 견당사 폐지
- 901년(쇼타이昌泰 4년) 쇼타이의 변, 후지와라노 도키히라(藤原時平)의 참소로 스가와라노 미치자네(菅原道眞)가 다자이후로 좌천
- 902년(엔기 2년) 엔기의 장원정리령(莊園整理令)
- 927년(엔초 5년) 《엔기시키》(延喜式) 성립
- 939년(덴교天慶 2년) 데와(出羽)에서 부수(俘囚)들의 무장봉기가 일어남(덴교의 난).
간토(關東)에서 다이라노 마사카도(平將門)가 히타치(常陸)를 비롯한 간토 지역 여러 구니(國)를 차지하고 신황(新皇)을 칭함.
같은 시기에 서해에서는 후지와라노 스미토모(藤原純友)가 해적들을 끌어들여 반란을 일으키다(조헤이·덴교의 난).
- 940년(덴교 3년) 다이라노 마사카도, 후지와라노 히데사토(藤原秀鄕) 등이 이끄는 조정군에 패하여 전사하다.
- 941년(덴교 4년) 후지와라노 스미토모, 다치바나노 도오야스(橘遠保)·오노노 요시후루(小野好古) 등에 의해 진압되다.
- 967년(고호 4년) 《엔기시키》 시행
- 969년(안나(安和) 2년), 후지와라 가문의 참소로 사다이진(左大臣) 미나모토노 다카아키라(源高明) 실각(안나의 변)
- 996년(조토쿠(長德) 2년), 후지와라노 미치나가(藤原道長)가 나이란(內覽)의 선지를 얻고, 전임 간파쿠인 형 미치타카(道隆)의 가문을 정계에서 배척(조토쿠의 변)
- 1016년(조와 5년) 후지와라 미치나가, 셋쇼 취임
- 1019년(간닌 3년) 여진족 해적들이 일본 해안을 약탈하다(도이의 입구)
- 1028년(만주 5년) 다이라 다다쓰네(平忠常)의 난이 일어나다.
- 1031년(조겐 4년) 다이라 다다쓰네, 미나모토노 요리노부(源賴信)에게 항복
- 1051년(에이쇼 6년) 전(前)9년의 역(役) 시작
- 1062년(고헤이 5년) 아베노 사다토 패사, 전9년의 역 종결
- 1068년(지랴쿠 4년) 고산조(後三條) 천황 즉위, 셋칸 정치 시대 폐막
- 1072년(엔큐 4년) 국가에서 공인된 도량형 규격의 단위를 확정한 《엔큐젠지마스(延久宣旨枡)》를 제정하다.
- 1083년(에이호 3년) 후(後)3년의 역 시작
- 1086년(오토쿠 3년) 시라카와(白河) 상황, 태상천황으로서 인세이(院政)를 개시
- 1087년(간지 원년) 후3년의 역 종결.
- 1108년(가쇼 3년) 다이라노 마사모리(平正盛), 미나모토노 요시치카(源義親)를 토벌하다(미나모토노 요시치카의 난)
- 1111년(덴에이 2년) 기록장원권계소(記録荘園券契所) 설치
- 1129년(다이지 4년) 시라카와 법황 사망, 도바(鳥羽) 상황이 상황이 되어 인세이 개시
- 1156년(호겐 원년) 도바 법황(法皇) 사망, 고시라카와(後白河) 천황과 스토쿠(崇德) 상황 사이의 무력충돌에서 천황측이 승리하다(호겐保元의 난).
- 1159년(헤이지 원년) 헤이지(平治)의 난
- 1167년(닌난 2년) 다이라노 기요모리(平淸盛), 다이조다이진(太政大臣)에 취임(헤이케 정권)
- 1177년(안겐 3년) 법황을 중심으로 한 반(反)헤이케 세력이 시시가타니(鹿ヶ谷) 산장에 모여 헤이케 정권의 전복을 꾀한 일이 사전에 발각되다(시시가타니 음모 사건).
- 1179년(지쇼 3년) 다이라노 기요모리, 고시라카와 법황을 도바덴(鳥羽殿)에 유폐하다.
- 1180년(지쇼 4년) 황족 모치히토왕(以仁王)이 전국의 겐지들에게 내린 헤이케 타도의 영지(令旨)에 호응해, 이즈에서 미나모토노 요리토모(源賴朝), 시나노에서 미나모토노 요시나카(源義仲) 등이 연이어 거병하다.(겐페이 전쟁의 시작)
- 1181년(지쇼 5년/요와 원년) 다이라노 기요모리 사망. 고시라카와 법황의 인세이 재개, 요와(養和)의 기근
- 1183년(주에이 2년) 다이라 일문이 교토를 버리고 서국으로 후퇴하고, 미나모토노 요시나카가 교토로 들어오다. 고토바(後鳥羽) 천황 즉위.
미나모토노 요리토모가 도고쿠 지역의 지배권을 조정으로부터 합법적으로 인정받다(주에이 2년 10월 선지).
- 1184년(주에이 3년/겐랴쿠 원년) 미나모토노 요시나카가 요리토모의 동생 요시쓰네(義經)에게 패하여 전사하다.
미나모토노 요리토모, 가마쿠라에 몬쥬쇼(問注所)·구몬쇼(公文所) 설치
- 1185년(겐랴쿠 2년/분지(文治) 원년) 단노우라 전투로 헤이케 멸망. 교토 조정과 가마쿠라 사이의 교섭 끝에, 각 지방에 지토(地頭)·슈고(守護)의 설치가 이루어짐(분지의 칙허)
- 1189년(분지 5년) 오슈합전(奧州合戰)으로 오슈(奧州) 후지와라(藤原) 집안 멸망
- 1190년(겐큐 원년) 미나모토노 요리토모 교토에 들어와, 곤노다이나곤(權大納言)·우곤노에노다이쇼(右近衛大將)에 취임하다.
- 1192년(겐큐 3년) 고시라카와 법황 사망. 미나모토 요리토모, 세이이다이쇼군(征夷大將軍)으로 임명되다.(가마쿠라 막부 개창)